# Монголия на летних Олимпийских играх 2008
Монголия принимала участие в Летних Олимпийских играх 2008 года в Пекине (Китай) в одиннадцатый раз за свою историю, и завоевала две золотые и две серебряные медали. Сборную страны представляли 28 участников, из которых 14 женщин. На этих играх были завоёваны первые золотые медали сборной Монголии и первые серебряные медали с Московской Олимпиады 1980 года. 
Благодаря этим медалям Игры 2008 года стали самыми успешными за всю историю участия Монголии в Олимпийских играх, превзойдя Игры в Москве 1980 года, когда Монголия завоевала две серебряных и одну бронзовую медаль.
По отношению числа медалей к числу граждан Монголия с результатом 1 медаль на 749 000 человек занимает 16 место из 87 стран, завоевавших медали на этой олимпиаде.

## Золото
- Дзюдо, мужчины — Найдангийн Тувшинбаяр
- Бокс, мужчины — 	Энхбатын Бадар-Ууган

## Серебро
- Стрельба, женщины — Отрядын Гундэгмаа
- Бокс, мужчины — Пурэвдоржийн Сэрдамба